# Фонтанелли, Ашиль
Ашиль Фонтанелли (итал. и фр. Achille Fontanelli; 8 ноября 1775 — 22 июля 1838) — итальянский, французский и австрийский военачальник, дивизионный генерал Итальянского королевства (1809 год), граф Империи (26 апреля 1810 года), фельдмаршал-лейтенант австрийской службы (31 декабря 1814 года).

## Биография
Родился 18 ноября 1775 года в Модене в семье маркиза Альфонсо Фонтанелли (Alfonso Fontanelli) и его супруги Паолины Черви (Paolina Cervi), получил великолепное образование.
В 1796 году при занятии Модены Итальянской армией (Armee d’Italie) генерала Бонапарта вступил волонтёром в городскую гвардию, в 1797 году переведён в Болонью в одну из когорт Ломбардского легиона (Legione Lombarda) в составе бригады генерала Ланна. В феврале 1797 года сражался против папских войск генерала Колли-Марчи (Michelangelo Alessandro Colli-Marchi), отличился 4 февраля 1797 года в сражении при Сенио (Senio), затем участвовал в захвате Анконы.
В июне 1797 года отличился при оккупации острова Корфу, в 1798 году возвратился в Италию и присоединился к войскам генерала Леки, предназначенным для похода на Рим. После упразднения власти папы Пия VI служил в гарнизоне Пезаро, в 1799 году — командир 3-й Цизальпинской полубригады (бывшего 3-го легиона), участвовал в наступлении генерала Монришара (Joseph-Helie-Desire Perruquet de Montrichard) на Феррару и Верону, затем вместе с генералом Пино отступил в Анкону, блокированную русско-турецким флотом вице-адмирала П. В. Пустошкина. После прибытия в крепость шеф бригады Фонтанелли и генерал Пино были арестованы по подозрению в измене и шпионаже, поскольку бывший командир 3-го легиона генерал Лагоц перешёл на сторону неприятеля и участвовал в осаде Анконы. Однако итальянские офицеры были полностью оправданы и под командой генерала Моннье стойко обороняли крепость вплоть до её передачи австрийцам 2 ноября 1799 года. Возвратился во Францию, где возглавил батальон лёгкой пехоты в составе Итальянского легиона.
Участвовал в Итальянской кампании 1800 года, в 1801 году — бригадный генерал, затем служил в армии Итальянского королевства, в 1807 году — командир Итальянской королевской гвардии (Guardia reale italiana), в 1809 году — дивизионный генерал, участвовал в Австрийской кампании, отличился в сражении при Ваграме, а после окончания боевых действий назначен Государственным советником.
С 1811 по 1814 год — Военный министр и министр флота (Ministro della Guerra e della Marina del Regno d’Italia), в 1813 году занимался организацией пяти итальянских дивизий, после чего принял участие в Саксонской кампании, в сражении при Лейпциге командовал 15-й пехотной дивизией IV корпуса генерала Бертрана.
После Реставрации в 1814 году перешёл на австрийскую службу, с 31 декабря 1814 года — фельдмаршал-лейтенант.
Умер 22 июля 1838 года в Милане от рака костей в возрасте 61 года.

## Награды
Командор ордена Железной короны.
 Великий офицер ордена Почётного легиона.